# Acrocercops paliacma
Acrocercops paliacma là một loài bướm đêm thuộc họ Gracillariidae. Nó được tìm thấy ở Meghalaya và Assam, Ấn Độ, cũng như Việt Nam. Nó được miêu tả bởi Edward Meyrick năm 1930.